# Heinrich Wilhelm Ferdinand Birner
Heinrich Wilhelm Ferdinand Birner (* 3. Juni 1820 in Bütow; † 19. April 1894 in Regenwalde) war ein deutscher Chemiker und Direktor der Landwirtschaftlichen Versuchsstation in Regenwalde in Hinterpommern.

## Leben
Heinrich Wilhelm Ferdinand Birner studierte an der Universität Erlangen und wurde am 31. Dezember 1854 an der Philosophischen Fakultät der Universität Erlangen promoviert.
Nach seinem Studium wirkte er zunächst als Dozent für Chemie, Physik und Technologie an der 1842 von Carl Sprengel gegründeten Landwirtschaftlichen Akademie Regenwalde in Regenwalde und später dann als Direktor des chemischen Laboratoriums und Dirigent der Landwirtschaftlichen Versuchsstation.
Heinrich Birner führte den Professorentitel und leitete im Anschluss über viele Jahre als Direktor die Landwirtschaftliche Versuchsstation.
Er war Ehrenmitglied und beständiger Generalsekretär der Pommerschen ökonomischen Gesellschaft sowie ordentliches Mitglied der 1867 gegründeten Deutschen Chemischen Gesellschaft.
Am 7. Februar 1858 wurde Heinrich Wilhelm Ferdinand Birner mit dem akademischen Beinamen Leop. Gmelin III.  als Mitglied (Matrikel-Nr. 1854) in die Deutsche Akademie der Naturforscher Leopoldina aufgenommen.

## Schriften
- Über das Verhältnis der Düngungen zum Vegetationsprozeß der angebauten Pflanzen. Dissertation, Erlangen 1854